# Beth Moore
Wanda Elizabeth (Beth) Moore, meisjesnaam Green, (Greenbay (Wisconsin), 16 juni 1957) is een Amerikaanse evangelist en schrijfster. Zij geniet bekendheid vanwege haar boeken en spreekbeurten waarin zij zich voornamelijk richt op een vrouwelijk publiek.

## Levensloop
Moore groeide op in Arkadelphia in Arkansas, waar haar vader een bioscoop bezat. Zij was de vierde in een gezin van vijf kinderen. Moore behaalde een Bachelor of Arts in de politicologie aan de Texas State University.
Moore begon rond haar achttiende als vrijwilliger op een zondagschool. Na verloop van tijd begon ze zelf wekelijks Bijbelstudies te geven. Halverwege de jaren negentig was haar publiek uitgegroeid tot meer dan tweeduizend vrouwen en sprak ze in veel kerken in het zuiden van Texas. Vanaf 1994 begon LifeWay Christian Resources, de mediatak van de Southern Baptist Convention (SBC), waarvan Moore lid was, haar Bijbelstudies te bundelen en uit te geven. Samen met een aanbiddingsband begon Moore door heel Amerika weekendconferenties te houden waardoor haar haar bekendheid verder groeide.
Moore steunde aanvankelijk de binnen de Southern Baptist Convention gangbare complementaire theologie, die leert dat man en vrouw weliswaar gelijkwaardig zijn, maar beiden aparte verantwoordelijkheden hebben waarin ze elkaar aanvullen. Een concrete uitwerking van die theologische gedachtegang is dat vrouwen niet de rol van voorganger kunnen vervullen. Binnen de SBC waren meerdere kerkleiders kritisch op Moore omdat zei na verloop van tijd steeds vaker in zondagsdiensten voorging.
Nadat seksuele uitlatingen ("grab them by the pussy") van de latere president Donald Trump in oktober 2016 naar buiten kwamen, reageerde Moore zeer kritisch. Zij had er moeite mee dat veel christenen zich alsnog achter Trump schaarden. Zo schreef zij in december 2020 op Twitter: "Ik ben 63,5 jaar oud en ik heb nog nooit iets in de deze Verenigde Staten van Amerika gezien dat verbazingwekkender en gevaarlijker is voor de heiligen van God dan het Trumpisme. Dit christelijke nationalisme is niet van God. Ga er bij vandaan".
Moore heeft zelf naar buiten gebracht dat ze als kind seksueel is misbruikt. Na het ontstaan van de #MeToo-beweging en een bericht in een krant over zevenhonderd zaken rond seksueel misbruik binnen de Southern Baptist Convention, wierp Moore zich op als pleitbezorger van deze groep. Zij had er moeite mee hoe het gesprek over seksueel misbruik binnen de Southern Baptist werd verdrongen door de discussie over de vrouw in het ambt. 
Moore verliet de Southern Baptist in maart 2021. Ze beëindigde ook de band met haar uitgever. Reden voor haar vertrek was de visie op de vrouw en het gebrek aan kritiek op Trump Zij sloot zich aan bij de Anglicaanse Kerk in Noord-Amerika.

## Persoonlijk
Samen met haar man Keith heeft Moore twee dochters.

## Publicaties
Een overzicht van de in het Nederlands verschenen publicaties:
- Portret van Jezus, 2009, Medema ISBN 9789063535506.
- Hart voor God. 90 dagen in Davids voetsporen, 2012, Medema ISBN 9789063536244.
- God op zijn woord vertrouwen - werkboek, 2012, Medema ISBN 9789063536626.
- De geliefde discipel. 90 dagen in de voetsporen van Johannes, 2012, Medema ISBN 9789063536626.
- Wandelen in geloof. 90 dagen in de voetsporen van Paulus, 2013, Medema ISBN 9789063536824 .
- In Zijn aanwezigheid. 70 dagen van Gebed, 2015, Royal Jongbloed ISBN 9789491844485.
- Leven in vrijheid. Handleiding voor studiegroepen, 2015, Royal Jongbloed ISBN 9789063536930.
- David - werkboek. Een hart naar Gods hart, 2016, Royal Jongbloed ISBN 9789063537197.
- Ontmoet Jezus. Een ontdekkingsreis van 90 dagen', 2016, Royal Jongbloed ISBN 9789491844591.
- Liefhebben met lef, 2016, Royal Jongbloed ISBN 9789491844638.
- De erfenis van St. Silvanus, 2017, Uitgeverij Kok; ISBN 9789029726184.
- Kinderen van het licht. De brieven aan de Tessalonicenzen, 2017, Sestra; ISBN 9789491844805.
- Jakobus. Uit geloof, 2018, Sestra; ISBN 9789491844959.
- Ontdekkingsreis. Jouw weg naar Gods hart, 2019, Jongbloed Media / Sestra; ISBN 9789492831255.
- Vrucht dragen. Jouw leven doet ertoe, 2020, Jongbloed Media / Sestra; ISBN 9789492831699.
- 2 Timotheüs. Schatten aan ons toevertrouwd, 2020, Jongbloed Media / Sestra; ISBN 9789492831569.
- Bevrijd. Gods kracht in zwakheid, 2021, KokBoekencentrum; ISBN 9789043536370.
- Geloofshelden. Bijbelstudies uit het Oude Testament, 2021, Jongbloed Media / Sestra; ISBN 9789492831873.
- God op zijn Woord vertrouwen. Een Bijbelstudie voor groepen, 2023, Jongbloed Media / Sestra; ISBN 9789464250640.
- Leven in vrijheid. Op zoek naar echte vrijheid in Christus., 2023, Jongbloed Media / Sestra; ISBN 9789464250671.
- God op zijn woord vertrouwen. Een Bijbelstudie voor groepen, 2023, Jongbloed Media / Sestra; ISBN 9789464250640.
- Boven jezelf uit. Een Bijbelstudie over de vrucht van de Geest, 2023, Jongbloed Media / Sestra; ISBN 9789464250664.
- Jouw hart, Gods huis. Een Bijbelstudie over de tabernakel, 2023, Jongbloed Media / Sestra; ISBN 9789464250688.